# Тарасий (Ливанов)
Епи́скоп Тара́сий (в миру Ива́н Васи́льевич Лива́нов; 18 (30) мая 1877, село Вознесенское, Томский уезд, Томская губерния — 11 апреля 1933, Новосибирск) — епископ Русской православной церкви, епископ Барнаульский.

## Биография
Происходил из семьи потомственных священнослужителей.
В 1902 году окончил Казанскую духовную академию со степенью кандидата богословия за сочинение «Нравственное учение прп. Симеона Нового Богослова».
15 августа 1902 года назначен преподавателем греческого языка в Барнаульском духовном училище.
10 апреля 1903 по 7 сентября 1906 года — епархиальный миссионер.
В 1906—1913 годах — законоучитель Томского учительского института.
В 1907 году в Томске рукоположен в сан иерея.
С 1912 года по 1919 год — смотритель Томского духовного училища.
В 1917 году в Томске был арестован, но вскоре отпущен.
В 1919 году возведён в сан протоиерея.
12 января 1920 года стал настоятелем Томской Сретенской общины по выбору прихожан.
В 1922 году арестован по обвинению в «противлении изъятию церковных ценностей».
В ночь с 15 на 16 июля 1924 года к нему домой пришли с обыском и арестовали. Приговорён к 3 годам заключения в лагере. Находился в Соловецком лагере до 1927 года.
Когда вернулся из Соловков домой в Томск, то служить ему было негде, так как все церкви были закрыты, и он уехал в Новосибирск.
19 ноября 1931 года в Покровской церкви Москвы хиротонисан во епископа Уссурийского, викария Восточно-Сибирской митрополии. Чин хиротонии совершали: митрополит Нижегородский Сергий (Страгородский), архиепископ Хутынский Алексий (Симанский), архпископ Костромской Димитрий (Добросердов), архиепископ Ярославский Павел (Борисовский), архиепископ Пермский Иринарх (Синеоков-Андреевский), архиепископ Ивано-Вознесенский Павел (Гальковский), архиепископ Воронежский Захарий (Лобов), архиепископ Полтавский Сергий (Гришин) и епископы Рыбинский Серафим (Протопопов), Дмитровский Питирим (Крылов) и Волоколамский Иоанн (Широков).
Служить в Уссурийском крае ему пришлось недолго: все церкви были закрыты, и он приехал домой в Новосибирск.
С декабря 1931 года — епископ Барнаульский, викарий Новосибирской епархии.
В 1932 году назначен временно управляющим Бийской и Алтайской кафедрой Новосибирской епархии. Епископ Тарасий прибыл в Бийск 5 ноября 1932 года. В Бийске жил на квартире священника Александро-Невской церкви Феодора Воронина.
31 января 1933 года был арестован. Он писал из тюрьмы родным открытки; там была, в частности, такая фраза: «Телом я страдаю, но душа моя спокойна, и совесть моя чиста!».
8 апреля 1933 года особой тройкой при ПП ОГПУ по Западно-Сибирскому краю приговорён к расстрелу. 11 апреля 1933 года был расстрелян в окрестностях города Новосибирска.